# Concours international de harpe en Israël

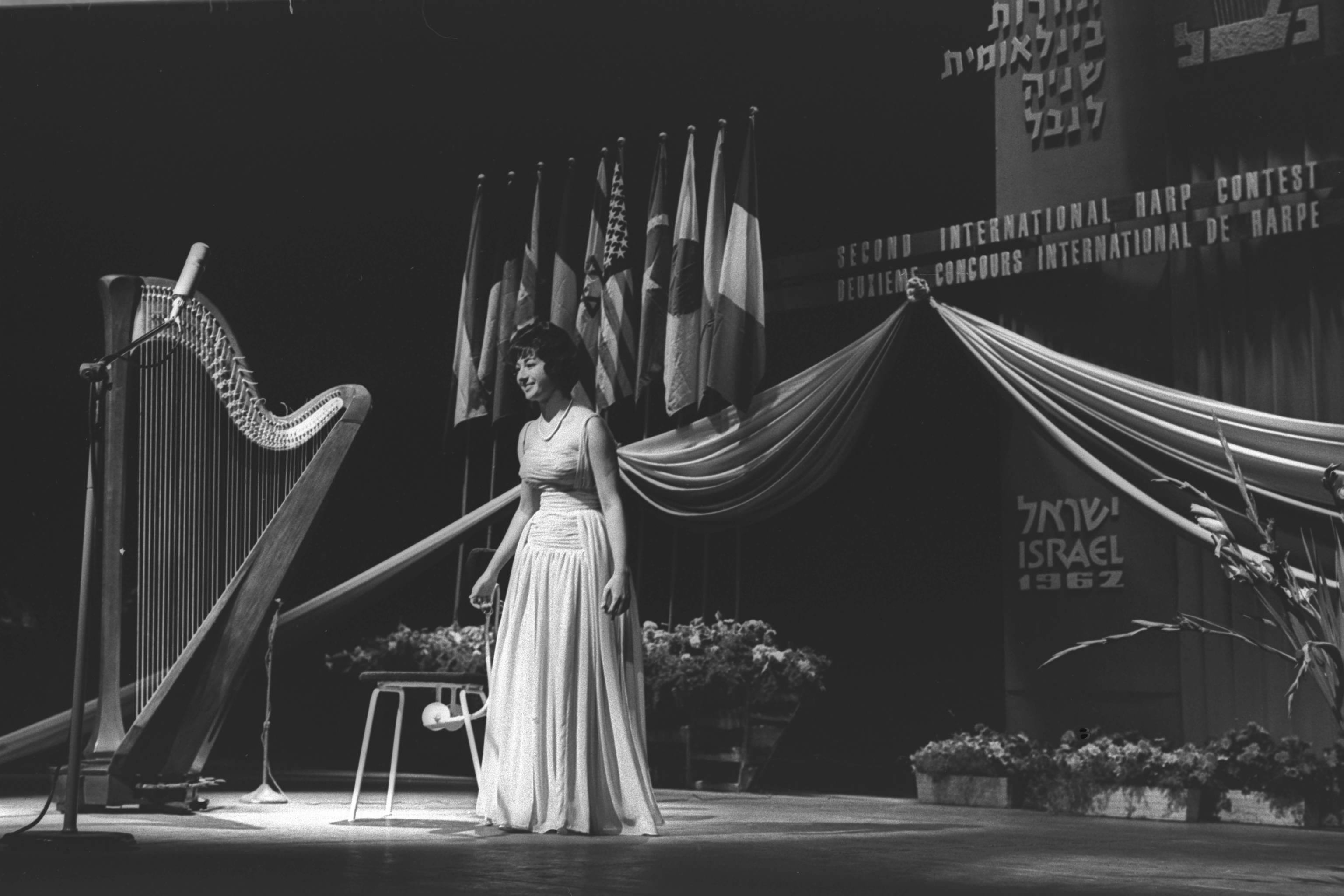
Susanna Mildonian, gagnante du 1er Concours international de harpe, en 1959.

Le Concours international de harpe en Israël (תחרות הנבל הבינלאומית) est une compétition de harpe se déroulant en Israël tous les trois ans.
Fondé en 1959 par Aharon Zvi Propes (he) (אהרן צבי פרופס) dans la ville de Jérusalem, il s'agit du premier concours de harpe de l'histoire de l'instrument.

## Lauréats
Sont lauréats du Concours international de harpe en Israël :

### 2021
- 1er prix : Claudia Lucia Lamanna, Italie
- 2e prix : Lea Maria Löffler, Allemagne
- 3e prix : Beatriz Cortesão, Portugal

### 2018
- 1er prix : Lenka Petrović (Serbie)
- 2e prix : Joel von Lerber (Suisse)
- 3e prix : Marina Fradin (Israël)

Prix demi-finale : 
- Alisa Sadikova (Russie)
- Tjasha Gafner (Suisse)
- Tatiana Repnikova (Russie)

Prix Irina Kaganovsky : 
- Lenka Petrović (Serbie)
- Joel von Lerber (Suisse)
- Nadja Dornik (Serbie)

Prix Mario Falcao : Joan Rafaelle Kim (USA) Prix cordes : Joel von Lerber (Suisse) 

### 2015
- 1er prix : Yuying Chen, Chine
- 2e prix : Anaëlle Tourret, France
- 3e prix : Eva Tomsic, Slovénie

### 2012
- 1er prix : Anaïs Gaudemard, France
- 2e prix : Agne Keblyte, Lituanie
- 3e prix : Mai Fukui, Japon 
  - Prix demi-finale : En mémoire de Yona Ettinger : Anaïs Gaudemard, France
  - Pour la meilleure interprétation de R. Murray Schafer : La couronne d'Ariane : Anaïs Gaudemard, France
  - Prix Aharon Zvi et Mara Propes : Agne Keblyte
  - Pour la meilleure interprétation de la composition israélienne de Zvi Avni, Fantasy for harp : Agne Keblite, Lituanie
  - Prix Mario Falcao : Mai Fukui, Japon
  - Pour la meilleure interprétation d'une œuvre contemporaine libre choix, au stade II : Mai Fukui, Japon

### 2009
- 1er prix : non attribué
- 2e prix : Ina Zdorovetchi, Moldavie
- 3e prix : Remy van Kesteren (en), Pays - Bas
  - Prix de musique de chambre :  Ina Zdorovetchi, Moldavie
  - Prix de la pièce commandée par Israël : Ina Zdorovetchi, Moldavie
  - Prix Mario Falcao : Remy van Kesteren, Pays-Bas
  - Prix Renié : Emily Levin, États-Unis

### 2006
- 1er prix : Sivan Magen (en), Israël
- 2e prix : Cécile Maudire, France
- 3e prix : Etsuko Chida, Japon
  - Prix de composition israélien : Sivan Magen, Israël
  - Prix pièce contemporaine : Cécile Maudire, France
  - Prix Mario Falcao : Teresa Zimmermann, Allemagne
  - Prix Renie : Sivan Magen, Israël

### 2003
- 1er prix : Varvara Ivanova, Russie
- 2e prix : Julie Bunzel, Israël
- 3e prix : Albane Mahé, France 
  - Prix Gulbenkian : Etsuko Shoiji, Japon
  - Prix de composition israélien : Julie Bunzel, Israël
  - Prix de la pièce contemporaine : Varvara Ivanova, Russie
  - Prix de musique de chambre : Julie Bunzel, Israël

### 2001
- 1er prix : Letizia Belmondo, Italie
- 2e prix : Jessica Li Zhou, Chine
- 3e prix : Lavinia Meijer, Pays-Bas

### 1998
- 1er prix : Gwyneth Wentink, Pays-Bas
- 2e prix : Cristina Bianchi, Italie
- 3e prix : Kyo-Jin Lee, Corée

### 1994
- 1er prix : non attribué
- 2e prix : Anna Makarova, Russie
- 3e prix : Godelieve Schrama, Pays-Bas

### 1992
- 1er prix : Marie-Pierre Langlamet, France
- 2e prix : Jana Boušková, Tchéquie
- 3e prix : Mariko Anraku, Canada

### 1988
- 1er prix : Isabelle Moretti, France
- 2e prix : Lucy Wakeford, Royaume-Uni

### 1985
- 1er prix : Naoko Yoshino, Japon
- 2e prix : non décerné
- 3e prix : Ieuan Jones, Pays de Galles

### 1982
- 1er prix : Alice Giles, Australie
- 2e prix : Linda Aiella, États-Unis, et Patricia Tassini, Italie

### 1979
- 1er prix : Emily Mitchell, États-Unis
- 2e prix : Barbara Allen, États-Unis
- 3e prix : Irena Kaganovska, Israël

### 1976
- 1er prix : Ivan Ion Roncea, Roumanie
- 2e prix : Frédérique Cambreling, France
- 3e prix : Hazel Kathleen Kienzie, États-Unis

### 1973
- 1er prix : Nancy Allen, États-Unis
- 2e prix : Grace Wong, États-Unis
- 3e prix : Caitriona Yeats, Irlande

### 1970
- 1er prix : Chantal Mathieu, France
- 2e prix : Catherine Michel, France
- 3e prix : Ayoko Shinokazi, Japon

### 1965
- 1er prix : Martine Géliot, France
- 2e prix : Emilia Moskvitina, URSS
- 3e prix : Natalia Strebkova, URSS

### 1962
- 1er prix : Lynn Turner, États-Unis
- 2e prix : Giuliana Albisetti, Iltalie
- 3e prix : Brigitte Deshais du Portail, France
- Prix spécial pour la meilleure interprétation de Toccata composée par Ami Maayani : Bogumila Lutak, Pologne

### 1959
- 1er prix : Susanna Mildonian, Belgique
- 2e prix : Suzan Hacket McDonald, États-Unis
- 3e prix : Edward Witsenburg, Pays-Bas